# جانوران رودررو

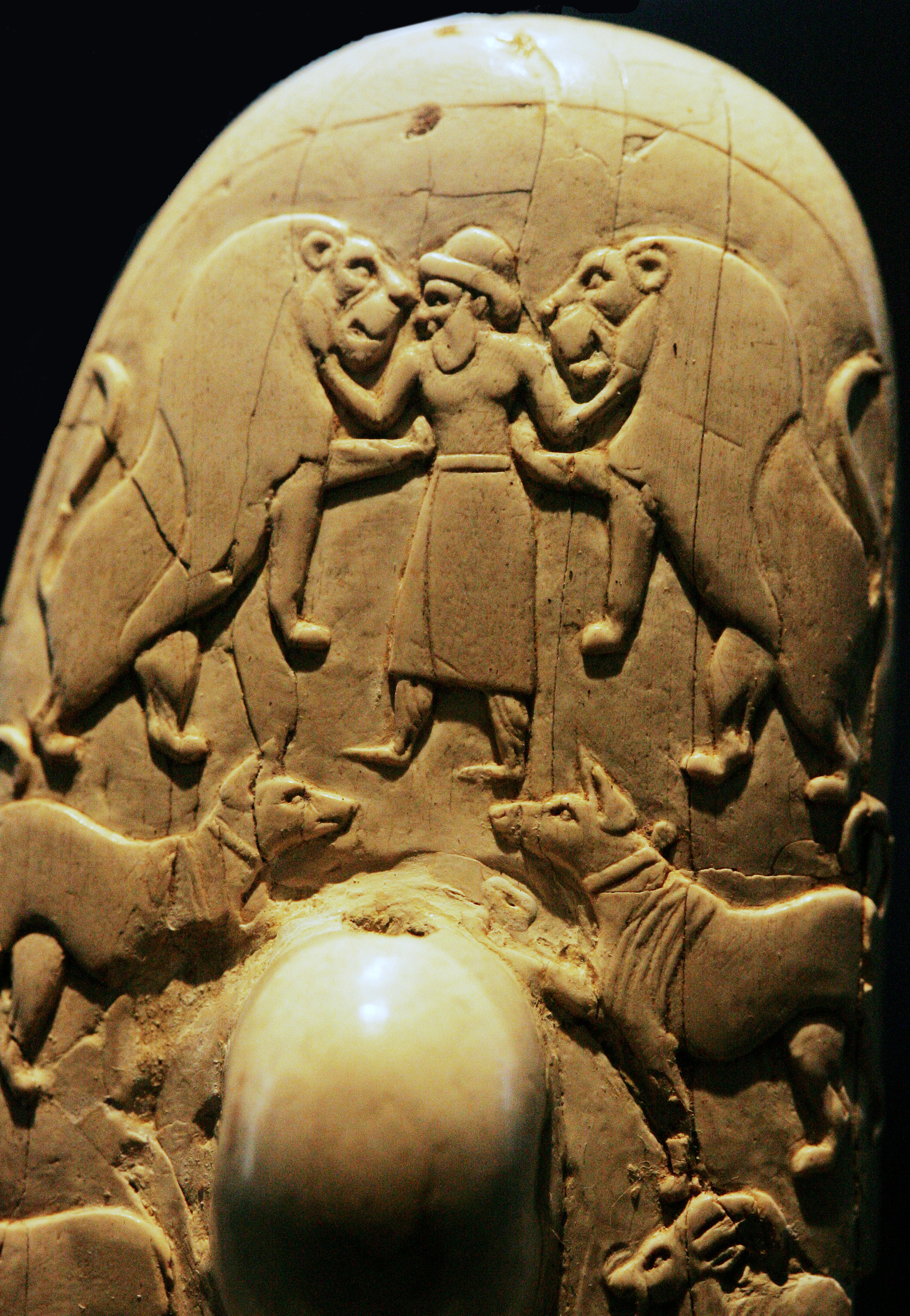
چاقوی جبل الاراک. پشت دسته یک موتیف استاد حیوانات را نشان می‌دهد: دو شیر روبه‌رو، در کنار یک شکل مرکزی (به سگ‌های روبه‌رو و سایر حیوانات در زیر توجه کنید)

جانوران رودررو یا جانوران رویارو (به انگلیسی: Confronted animals)، یا به‌عنوان صفت، جانوران روبه‌رو، که در آن دو جانور در حالتی متقارن با یکدیگر روبرو می‌شوند، یک نقش‌ونگار دوطرفه باستانی در هنر و دست‌ساخته مورد مطالعه در باستان‌شناسی و تاریخ هنر است. «جانوران ضد رویارو» نقش‌مایه مخالف است، با جانوران پشت سر هم.
تقارن دوطرفه جنبه غالب دنیای ما است و نمایش قوی آن با شکل‌های مشابه اغلب تعادلی را ایجاد می‌کند که در آثار هنری جذاب است.
در هنر باستان، نقش جانوران روبه‌رو اغلب شامل ارباب جانوران، یک شخصیت مرکزی انسانی بین دو جانوران روبه‌رو می‌شود، که اغلب آنها را در دست می‌گیرد و احتمالاً بخشی از یک نقش‌مایهٔ اجتماعی - فرهنگی یکپارچه است. یک نقش مرتبط در هنر باستان به معشوقه جانوران معروف است.
نمونه‌هایی از جانوران روبه‌رو روی مهرهای استوانه‌ای از بین‌النهرین وجود دارد. خدایان یا قهرمانانی که شیرزنان، گاوها، شیردال‌ها یا دیگر آفریده‌های خیالی را در چنگ می‌گیرند، گاهی یافت می‌شوند.
بسیاری از مهروموم‌های استوانه‌ای که شامل بزهای روبه‌رو هستند که درخت مرکزی زندگانی را بر روی یک سکوی «مخروط» یا «کوهستان» احاطه کرده‌اند، یک موضوع مشترک دارند. دیگران ممکن است به عنوان خدایان در نظر گرفته شوند که جانوران را در کنترل خود نگه می‌دارند.

#### برنزهای لرستان، قالی‌های آناتولی «جانور»
نقش‌های رویارویی جانوران به‌طور گسترده در هنر آسیایی و در منسوجات، از جمله فرش، در سراسر اوراسیا یافت می‌شود.
هنوز نمونه‌های کمی از نوع خاصی از فرش شرقی وجود دارد که به آن «فرش جانوران» می‌گویند زیرا ویژگی اصلی آنها جانوران روبه‌رو هستند. پیشینهٔ آن‌ها به قرن سیزدهم تا شانزدهم میلادی بازمی‌گردد و نمایانگر فرش‌هایی هستند که در دوره گذار بین اواخر سلجوقی و اوایل امپراتوری عثمانی بافته شده‌اند. شباهت‌هایی بین نقش «جانور مخالف» و «قلاب قلاب» از قالیچه‌های پرزبافته و مفرغ‌های لرستان نشان داده شد. این آثار برنز اولیه عصر آهن به شکل‌های مختلف است که از مناطق لرستان و کرمانشاه در غرب مرکزی ایران به دست آمده‌است.
«فرش‌های جانوران» در نقاشی‌های ایتالیایی قرن ۱۴ و ۱۵ نیز به تصویر کشیده شده‌است و بنابراین نشان‌دهندهٔ نخستین فرش‌های شرقی است که در نقاشی‌های رنسانس نشان داده شده‌است.